# Longuo
Longuo B è una circoscrizione urbana (urban ward) della Tanzania situata nel distretto urbano di Moshi, regione del Kilimangiaro. Conta una popolazione di 6 632 abitanti (censimento 2012).